# Leon Iwanowski
Leon Iwanowski (ur. 26 czerwca 1869 na Grodzieńszczyźnie, zm. 23 marca 1934 w Warszawie) – generał brygady Wojska Polskiego.

## Życiorys
Ukończył gimnazjum filologiczne w Petersburgu i Wydział Matematyki Petersburskiego Uniwersytetu Państwowego. Następnie ukończył Wileńską Szkołę Junkrów Piechoty, skończył też Wydział Prawa w Aleksandrowskiej Wojskowej Akademii Prawniczej. Początkowo służył w 4 rezerwowym kadrowym batalionie piechoty. W armii carskiej zajmował m.in. stanowiska zastępcy prokuratora sądu wojskowego Syberyjskiego, a następnie Warszawskiego Okręgu Wojskowego. W późniejszym okresie piastował m.in. stanowisko sędziego w tych Okręgach Wojskowych. Brał udział w wojnie rosyjsko-japońskiej i I wojnie światowej. W 1918 roku wstąpił do I Korpusu Polskiego.
28 lutego 1919 roku został przyjęty do Wojska Polskiego z zatwierdzeniem posiadanego stopnia generała podporucznika. 1 marca 1919 roku został mianowany prokuratorem Naczelnego Sądu Wojskowego w Warszawie. Rozkazem 1443 z 8 kwietnia 1919 został mianowany przewodniczącym Komisji Kwalifikacyjnej Korpusu Sądowego Wojska Polskiego.
Z dniem 31 marca 1924 roku, jako generał brygady rezerwy został przeniesiony w stan spoczynku. Na emeryturze mieszkał przy ulicy Kredytowej 8 m. 9 w Warszawie. Żonaty z Weroniką z domu Lebiediewa. Został pochowany na Cmentarzu Wojskowym na Powązkach (kw.B15-2-3).

## Awanse
- podporucznik - 1890,
- porucznik - 1893,
- sztabskapitan - 1899,
- kapitan - 1901,
- podpułkownik - 1905,
- pułkownik - 1909,
- generał major - 1917.

## Ordery i odznaczenia
- Order Świętego Stanisława 2 klasy – 1908[7]
- Order Świętej Anny 2 klasy – 1913[7]
- Order Świętego Włodzimierza 3 klasy – 24 kwietnia 1915[7]
- Order Świętego Włodzimierza 4 klasy – 15 lutego 1915[7]